# Elly Griffiths
Elly Griffiths är författarnamnet för Domenica de Rosa, född 17 augusti 1963 i London, en brittisk författare av kriminalromaner. Huvudpersonen i många av Griffiths romaner är rättsarkeologen Ruth Galloway.

### Ruth Galloway som huvudperson
- 2009: Flickan under jorden (The Crossing Places, 2009)
- 2010: Janusstenen (The Janus Stone, 2010)
- 2011: Huset vid havets slut (The House at Sea’s End, 2010)
- 2012: Känslan av död (A Room Full of Bones, 2012)
- 2013: En orolig grav (Dying Fall, 2012)
- 2014: De utstötta (The Outcast Dead, 2014)
- 2015: De öde fälten (The Ghost Fields, 2015)
- 2016: En kvinna i blått (The Woman in Blue, 2015)
- 2017: Dolt i mörker (The Chalk Pit, 2017)
- 2018: Den mörka ängeln (The Dark Angel, 2018)
- 2019: En cirkel av sten (The stone circle, 2019)
- 2020: Irrbloss (The Lantern Men, 2020)
- 2021: Nattfalkarna (The Night Hawks, 2021)
- 2022: Det låsta rummet (The Locked Room, 2022)
- 2023: Den sista utgrävningen (The Last Remains, 2023)

### DI Stephens & Max Mephisto som huvudperson
- 2014: The Zig Zag Girl
- 2015: Smoke and Mirrors
- 2016: Blood Card
- 2017: The Vanishing Box
- 2019: Now You See Them
- 2021: The Midnight Hour

### Harbinder Kaur som huvudperson
- 2019: Främlingen (The Stranger Diaries, 2018)
- 2020: Mordkonsulten (The Postscript Murders, 2020)
- 2024: Blödande hjärtan (Bleeding Heart Yard, 2022)